# Montmachoux
Montmachoux település Franciaországban, Seine-et-Marne megyében. Lakosainak száma 228 fő (2022. január 1.). Montmachoux Voulx, La Brosse-Montceaux, Diant és Esmans községekkel határos.

## Népesség
A település népességének változása:
| Lakosok száma | 233  | 236  | 243  | 246  | 250  | 257  | 259  | 244  | 228  |
|               | 2013 | 2015 | 2016 | 2017 | 2018 | 2019 | 2020 | 2021 | 2022 |